# Skniátino
Skniátino (del ruso: Скня́тино) es un pueblo (seló) de Rusia, constituido administrativamente como una pedanía del asentamiento rural de Nerl en el raión de Kaliazin de la óblast de Tver. Se ubica en la confluencia del Nerl y el Volga, a medio camino de Úglich y Tver. Está en el emplazamiento de la ciudad medieval de Ksniatin fundada por Yuri Dolgoruki en 1134 y llamada así por su hijo Constantino.
En 2010 tenía una población de 8 habitantes.

## Historia
Ksniatin fue creada como una fortaleza para defender la ruta del Nerl, que conducía a la residencia de Yuri en Pereslavl-Zaleski, de los novgorodenses. Estos últimos la saquearon en diversas ocasiones, antes de que los mongoles aniquilaran prácticamente el asentamiento en 1239. Tras este acontecimiento, perteneció a los príncipes de Tver y fue devastada por sus enemigos en 1288. En el siglo XIV, las ciudades vecinas de Kaliazin y Kashin la superaron en importancia. Desde 1459, se documenta esta localidad como un pueblo. El área del kremlin y la catedral fueron inundados en 1939 con la creación del embalse de Úglich.